# Astéro (film, 1929)
Pour les articles homonymes, voir Astéro.
Pour plus de détails, voir Fiche technique et Distribution.
Astéro (Αστέρω) est un film grec réalisé par Dimítrios Gaziádis et sorti en 1929.
Le film fut d'abord un court métrage ressorti ensuite en long-métrage, remake du Ramona d'Edwin Carewe.
En salles, les chansons du film étaient passées sur un gramophone afin d'accentuer l'émotion. Sa première semaine d'exploitation, 80 000 spectateurs virent le film. Son succès fut tel qu'une version sonorisée fut sortie en 1944.
Un remake a été réalisé en 1959 par Dínos Dimópoulos.

## Synopsis
Dans les montagnes du Péloponnèse, l'éleveur Mytros a un fils Thymio et une fille adoptive Astéro. Les deux enfants s'aiment mais leur père refuse de les marier. Il préfère Stamos, un autre éleveur. Thymio dépérit lorsqu'il croit qu'Astéro l'a trahi. À la mort de Stamos, Thymio éconduit Astéro de dépit. Elle s'enfuit dans la montagne où elle perd la raison. Lorsqu'il comprend qu'il s'est trompé, Thymio part à sa recherche. C'est le son de la flûte dont il joue depuis qu'ils sont enfants qui fait revenir Astéro. Mystros autorise alors les deux enfants à se marier, pour les sauver.

## Fiche technique
- Titre : Astéro
- Titre original : grec moderne : Αστέρω
- Réalisation : Dimítrios Gaziádis
- Scénario : Pavlos Nirvanas et Orestis Laskos à partir du Ramona d'Edwin Carewe
- Production : Dimítrios Gaziádis
- Société de production : Dag Films
- Directeur de la photographie : Dimítrios Gaziádis
- Direction artistique : Tasos Meletopoulos
- Pays d'origine : Grèce
- Genre : Film en fustanelle, drame bucolique
- Format  : noir et blanc, muet
- Durée : 57 minutes
- Date de sortie : 1929

## Distribution
- Aliki Theodorou
- Kostas Mousouris
- Aimilios Veakis
- Dimitris Tsakiris
- Orestis Laskos